# Глеб Владимирович (князь рязанский)
Глеб Влади́мирович (ум. 1219) — удельный князь Рязанский.

## Биография
В 1195 году присутствовал во Владимире на свадьбе Константина Всеволодовича.
В 1196 году, держа сторону своего тестя, смоленского князя Давыда Ростиславича, участвовал в войне с черниговскими Ольговичами и едва избежал плена.
В 1207 году вместе с братом Олегом обвинил своих дядьев, Романа и Святослава Глебовичей, в измене великому князю Всеволоду Большое Гнездо, что стало причиной заточения их, двоих Святославичей, Ингваря и Юрия Игоревичей.
Рязанское княжение было отдано владимирскому княжичу Ярославу Всеволодовичу, пронское — Олегу Владимировичу, в совместное пользование с Глебом. Глебу оказалось этого мало и в 1209 году он решил присоединить к своим владениям ещё и Рязань. Однако предприятие это провалилось.

### Съезд в Исадах
20 июля 1217 году Глеб с братом Константином организовал княжеский съезд в Исадах, по версии Татищева В. Н., для распределения уделов после смерти Романа Глебовича во владимирском плену (1216).
Глеб и Константин при помощи половцев организовали на съезде убийство своего родного брата Изяслава и пятерых двоюродных братьев, в том числе Романа Игоревича.
После гибели Романа рязанское княжение занял его брат, не бывший на съезде, Ингварь, который в 1219 году разбил Глеба и приведённых им половцев, затем, запросив помощь у великого князя Владимирского Юрия Всеволодовича, разбил их ещё раз.
Глеб бежал к половцам, где вскоре умер, сойдя с ума..

## Семья
Отец: Владимир Глебович (ум. 1186) — пронский князь (1180—?).
Братья:
- Олег (умер до 1217) — удельный пронский князь (1208—до 1217).
- Константин (умер после 1241) — удельный пронский князь (1208—1217).
- Изяслав (убит 1217) — пронский князь (1207), удельный пронский князь (1208—1217).

Жена: дочь смоленского князя Давыда Ростиславича.
Потомства не оставил.

## В культуре
- В повести Василия Яна «Батый» приводится вымышленный рассказ о том, что Глеб Владимирович был изгнан рязанским вече и стал разведчиком у Батыя во время его похода на Северо-Восточную Русь, а после завершения похода Батый отказался сделать его баскаком в Рязани и выпроводил в степь, где князь сошел с ума.